# Херефорд Юнайтед
«Хе́рефорд Юна́йтед» (англ. Hereford United FC) — английский футбольный клуб из города Херефорд, в графстве Херефордшир. Цвета клуба — сине-жёлто-белые. Из-за финансовых проблем, начавшихся после вылета клуба из Футбольной Лиги, клуб по окончании сезона 2013/14 был исключен из Национальной Конференции и расформирован, но на его месте был образован Херефорд ФК (29 декабря 2014 г.) На сезон 2015/16 Херефорд ФК включен в Премьер-дивизион Мидлэндской футбольной лиги (9-й уровень в Системе футбольных лиг Англии).

## История клуба

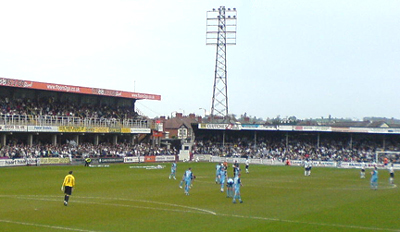

«Херефорд Юнайтед» был основан в 1924 году в результате объединения двух местных клубов «Сент-Мартинс» и «Ротеруаз», с целью обеспечения более высокого уровня футбола в городе. Команда присоединилась к Бирмингемской Лиге и в первом матче проиграла со счётом 2:3 «Атерстоун Юнайтед». Во втором матче в рамках Кубка Англии, он вновь потерпела поражение, на этот раз от «Киддерминстер Харриерс» со счётом 7:2.
Следующие одиннадцать сезонов команда провела в той же лиге, пока число команд не сократилось и «Херефорду» удалось выйти в Южную футбольную лигу. Но до Второй мировой войны успели сыграть только пару сезонов в новом дивизионе.
После окончания войны, в своём первом полном сезоне, «Херефорду» удалось занять первое место в Южной футбольной лиге. За 27 сезонов «Быкам» удалось 3 раза занимать первую строчку в этом дивизионе и трижды выиграть Кубок Южной футбольной лиги.
В то время структура английского футбола имела такой вид: высшим дивизионом был Первый дивизион Футбольной лиги, следом шёл Второй, за ним был Третий, который делился на «Север» и «Юг», ниже которых располагались региональные лиги, из которых клубы (не обязательно победители) подавали заявку, а Совет Футбольной лиги рассматривал и голосованием выбирал, будет ли какой либо из худших клубов Футбольной Лиги заменен на представителя низших дивизионов. Но «Херефорд» не выбирали, и команда продолжала играть в «Южной футбольной лиге».
В 1966 году тренером «Херефорд Юнайтед» стал бывший игрок «Лидс Юнайтед», «Ювентуса» и сборной Уэльса Джон Чарльз. На него возлагали большие надежды. Его авторитет мог повлиять на Совет Футбольной лиги, который никак не хотел голосовать за «Херефорд».
Сезон 1971/72 стал одним из самых удачных в истории клуба несмотря на уход из команды Чарльза. Его место занял Колин Аддисон. Но «Херефорду» удалось финишировать вторым в Южной футбольной лиге, и наделать немало шума в Кубке Англии. В третьем раунде «Быки» выбили «Ньюкасл Юнайтед», лишь в четвертом уступив «Вест Хэм Юнайтед» на «Аптон Парке». Эти успехи наконец склонили Совет Футбольной лиги в их пользу и «Херефорд» был избран в Третий дивизион.
Воодушевлённый таким успехом, «Херефорд» вышел во Второй дивизион, выиграв в сезоне 1975/76 Третий дивизион. Но во Втором дивизионе команду хватило только на один сезон. Затем следует провал на 2 дивизиона вниз.
После этих успешных сезонов последовало забвение на 19 лет. Все эти годы «Херефорд» скитался по низшим дивизионам. Хотя было пару ярких моментов. Это ничья 1:1 против «Арсенала» в Кубке Футбольной лиги в 1985 году и проигрыш «Манчестер Юнайтеду» со счётом 1:0 в Кубке Англии в 1990 году. В чемпионате все эти сезоны «Херефорд» как правило финишировал в нижней части таблицы.
В сезоне 1995/96 вытащить команду из болота пригласили нового тренера Грэма Тёрнера. Его назначение дало результат. «Херефорд» с 17-го места поднялся до 6-го и попал в плей-офф. Однако там их путь наверх остановил «Дарлингтон». После этого посыпались финансовые проблемы, большинство ведущих игроков команды покинуло клуб.
Руководство клуба сменилось, оставив 1 миллион фунтов долгов. Новым руководителям пришлось распродать часть акций команды и ключевых игроков, чтобы не обанкротится. Как говорится: «Спасение утопающих — это дело самих утопающих». И Херефорд последовал этой поговорке, обыграв в первом раунде Кубка Англии — «Рексем», за победу над которым BBC выплатила финансовый бонус.
В 2006 году Херефорд вернулся в Футбольную лигу из Конференции и начал продвижение наверх. Ситуация с финансами складывалась благоприятно. Клуб научился жить по средствам и не залезать в долги, что принесло долгожданную стабильность и уверенность.
После нескольких ровных сезонов во Второй лиге команде удалось пробиться в Первую. Однако сезон 2008/09 можно считать провальным, так как в нём «Херефорд» занял последнюю строчку в таблице и следующий сезон вновь начал во Второй лиге.
В следующем сезоне сезон 2009/10 Второй лиги, «Быки» играют средне, это видно по их местоположению в конце сезона, где клуб занимает 16-е место.
Сезон 2010/11 Херефорд окончил на 21 месте, набрал 50 очков. Окончив чемпионат всего в трёх очках от зоны вылета Быки должны задуматься, что им предстоит на следующий сезон, ведь теперь в Лиге Два будут играть такие клубы как Кроули Таун, АФК Уимблдон — они поднялись на уровень выше, из Конференции. Также «Херефорд Юнайтед» будут противостоять вылетевшие из Лиги Один «Суиндон Таун», «Плимут», «Бристоль Роверс» и «Дагенем энд Редбридж», которые постараются сразу вернуться туда, откуда они вылетели.

## Соперничества
У «Херефорд Юнайтед» есть много принципиальных соперников, к ним в Англии и Уэльсе относят такие клубы как «Вустер Сити», «Кардифф Сити», «Ньюпорт Каунти», «Киддерминстер Харриерс», «Челтнем Таун» и «Шрусбери Таун». В этих матчах всегда идёт упорная борьба во время всего матча и болельщики считают эти матчи одними из лучших.

## Болельщики
Исторически, у «Херефорд Юнайтед» одни из лучших болельщиков во Второй лиге. Фанаты «Быков» поют на стадионе и активно поддерживают родной клуб. Посещаемость матчей «Херефорда» одна из лучших в лиге, в среднем на матч приходят 5224 человека.
Как известно, некоторые болельщики разных клубов приходят на стадион поддержать клуб в интересных поединка например Кубка Футбольной лиги, но у болельщиков «Херефорд Юнайтед» нет такой плохой традиции, они приходят на все домашние матчи, а также стараются посещать и гостевые встречи клуба, чтобы когда клуб играл в гостях — он чувствовал себя на родном стадионе «Эдгар Стрит».

## Гимн
У «Херефорд Юнайтед» есть свой официальный гимн, его название — «We All Love You». Он был написан Дэнни Ли — болельщиком клуба. Первоначально гимн был записан в 1972 году, когда у клуба был период подъема. Его часто поют как на домашнем стадионе «Эдгар Стрит», так и на выездных матчах. У гимна было 3 ремикса, в 1979, 2002 и 2006 годах.

## Достижения
- Второй дивизион / Чемпионат Футбольной лиги:
  - Лучший результат: 22-е место в сезоне 1976/77

- Третий дивизион / Первая Футбольная лига:
  - Чемпион: (1) 1975/76

- Четвёртый дивизион / Вторая Футбольная лига:
  - Вице-чемпион: (1) 1972/73
  - Третье место: (1) 2007/08
  - Победитель Плей-офф: (1) 1995/96

- Национальная Конференция:
  - Вице-чемпион: (3) 2003/04, 2004/05, 2005/06
  - Победитель Плей-офф: (1) 2005/06

- Южная Футбольная лига:
  - Вице-чемпион: (3) 1945/46, 1950/51, 1971/72

- Кубок Англии:
  - Четвёртый раунд: (8) 1972, 1974, 1977, 1982, 1990, 1992, 2008, 2011

- Кубок Уэльса:
  - Обладатель: (1) 1990
  - Финалист: (3) 1968, 1976, 1981

- Кубок Футбольной лиги:
  - Третий раунд: (1) 1975

- Кубок Южной лиги:
  - Обладатель: (3) 1952, 1957, 1959

- Трофей Футбольной ассоциации:
  - Полуфиналист: (2) 1971, 2001

- Трофей Футбольной лиги:
  - Полуфиналист: (5) 1989, 1996, 2005, 2006, 2010